# دهستان خسویه
دهستان خسویه نام دهستانی در بخش مرکزی شهرستان زرین‌دشت، استان فارس در ایران است. براساس سرشماری مرکز آمار ایران در سال ۱۳۸۵، جمعیت آن ۱۰۶۴۱ نفر (۲۳۶۷ خانوار) بوده‌است.